# تيرانس بروكس
تيرانس بروكس (بالإنجليزية: Terrance Brooks)‏ هو لاعب كرة قدم أمريكية أمريكي، ولد في 12 ديسمبر 1963، وتوفي في 13 يونيو 2011 في ساكرامنتو في الولايات المتحدة.